# I tre soldati
I tre soldati (Soldiers Three) è un film statunitense del 1951 diretto da Tay Garnett e basato su alcuni racconti di Rudyard Kipling.